# 費夫波因茨 (伊利諾伊州)
費夫波因茨（英語：Five Points）是位於美國伊利諾伊州迪卡爾布縣的一個非建制地區。該地的面積和人口皆未知。

## 地理
費夫波因茨的座標為42°00′09″N 88°44′25″W / 42.00250°N 88.74028°W，而該地的平均海拔高度為254米（即833英尺）。